# Телевизионное чемпионство TNA
Телевизионный чемпион TNA (англ. TNA Television Championship) — это титул рестлинге, который использовался в Total Nonstop Action Wrestling (TNA, ныне Impact Wrestling).
Он был представлен 23 октября 2008 года в эпизоде телевизионной программы TNA Impact! как чемпионство легенд TNA. Позже он был известен как глобальное чемпионство TNA и чемпионство царя горы TNA. Титул появился в Global Force Wrestling (GFW) во время партнерства по обмену талантами.
Первым чемпионом был Букер Ти. Последним чемпионом стал Лэшли, так как титул был упразднен 12 августа 2016 года. Всего было 25 чемпионств у 19 рестлеров.

## История

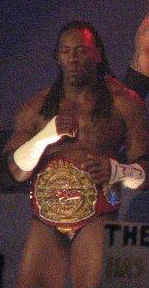
Букер Ти, первый чемпион легенд TNA

Титул был представлен во время сюжетной линии, в которой «Линия фронта TNA» противостояла «Мэйн-ивент Мафии». В течение нескольких недель, предшествовавших появлению пояса, Букер Ти носил с собой стальной портфель. В эпизоде Impact! от 23 октября 2008 года Букер Ти представил пояс, вынув его из портфеля, объявив его название «Чемпионство легенд TNA» и провозгласив себя первым чемпионом. Далее он заявил, что чемпионат принадлежит ему и что он будет защищать его, когда посчитает нужным; это означало, что чемпионат не был санкционирован TNA в этой сюжетной линии.
15 марта 2009 года на шоу Destination X Эй Джей Стайлз победил Букера Ти и стал чемпионом. Затем управляющий директор TNA Джим Корнетт объявил, что чемпионство легенд TNA стало официальным титулом TNA благодаря тому, что Стайлз победил Букера Ти на законных основаниях, согласно контракту, который они подписали, чтобы сделать матч официальным.
В эпизоде Impact! от 29 октября 2009 года тогдашний чемпион Эрик Янг переименовал титул в глобальное чемпионство TNA. Далее он заявил, что не собирается защищать его ни против американских рестлеров, ни на американской земле. Тем не менее, первая защита Янга состоялась 10 декабря 2009 года в эпизоде Impact! в Орландо, Флорида, против японской женщины-рестлера Хамады.
В эпизоде Impact! от 22 июля 2010 года Роб Терри проиграл глобальное чемпионство TNA Эй Джей Стайлзу. 29 июля 2010 года Стайлз переименовал титул в телевизионное чемпионство TNA. 19 апреля 2012 года генеральный менеджер TNA Халк Хоган приказал защищать титул телевизионного чемпион TNA каждую неделю. Еженедельные защиты титула продолжались до эпизода Impact Wrestling от 21 июня 2012 года.
3 июля 2014 года исполнительный директор TNA Курт Энгл объявил чемпионат неактивным. Титул был восстановлен 25 июня 2015 года под новым названием — чемпионство царя горы TNA. TNA объявила, что новый чемпион будет определен в матче «Царь горы» на Slammiversary 28 июня. Джефф Джарретт победил Мэтта Харди, Эрика Янга, Дрю Гэллоуэя и Бобби Руда и стал чемпионом.
18 августа 2016 года во время эфира Impact Wrestling было объявлено, что чемпионство царя горы стало вакантным, деактивировано и отправлен в историю, после чего объявлено о введении нового титула — Гранд-чемпионства Impact.